# أليكس سانشيز (مؤلف)
أليكس سانشيز (بالإنجليزية: Alex Sánchez)‏‏ (1957 في مدينة مكسيكو - ) كاتب، وروائي، وكاتب للأطفال من الولايات المتحدة.